# 에드거 카스틸로
에드거 에드워도 카스틸로 카릴로(영어: Edgar Eduardo Castillo Carrillo, 스페인어: Edgar Eduardo Castillo Carrillo 에드가르 에두아르도 카스티요 카리요[*], 1986년 10월 8일 ~ )는 멕시코계 미국의 축구 선수로, 2007년부터 2009년까지 멕시코 축구 국가대표팀으로, 이후에는 현재까지 미국 축구 국가대표팀에서 활동하고 있다.